# Hangö stadsvapen

Hangö stadsvapen

Hangö stadsvapen är det heraldiska vapnet för Hangö i det finländska landskapet Nyland. Vapnet ritades av Gustaf von Numers på basis av det gamla vapnet. Hangö stadsfullmäktige godkände vapnet vid sitt sammanträde den 9 september 1959 och det fastställdes till användning av inrikesministeriet den 4 januari 1960.
Motivet är Russarö fyr med en stjärna. Vapnet förekom redan i stadens vapen år 1881.
Blasoneringen är: "Sköld delad av blått och silver; däri ett fyrtorn delad av silver och rött samt försett med blå dörr- och fönsteröppningar, över det samma en sexuddig stjärna av silver".

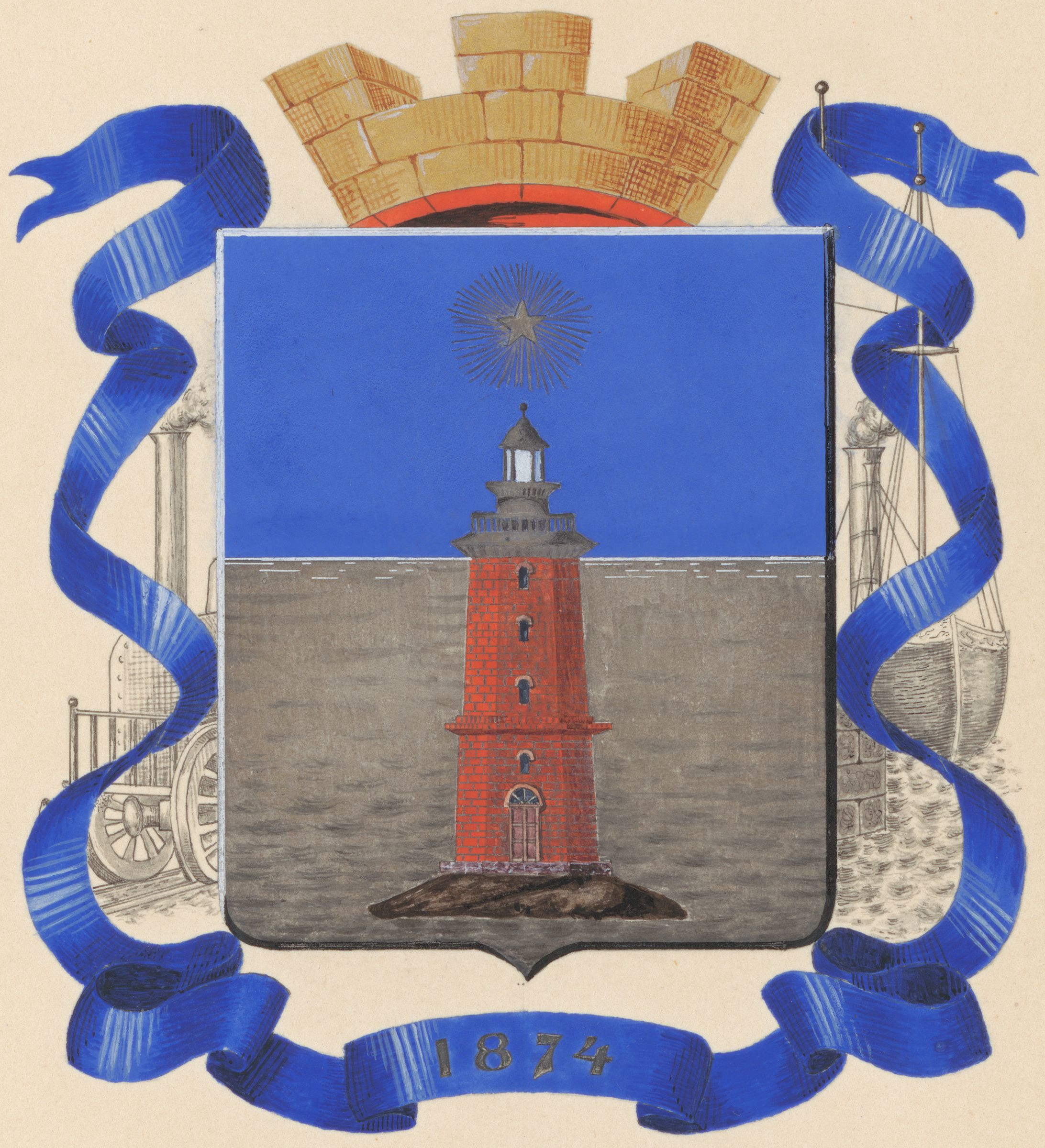
Hangö stadsvapen från år 1881